# Domaszka
Domaszka (ros. Домашка) – wieś (sieło) w Rosji, w obwodzie samarskim, w rejonie kinielskim. W 2010 liczyła 2757 mieszkańców.